# Xiuhtecuhtli

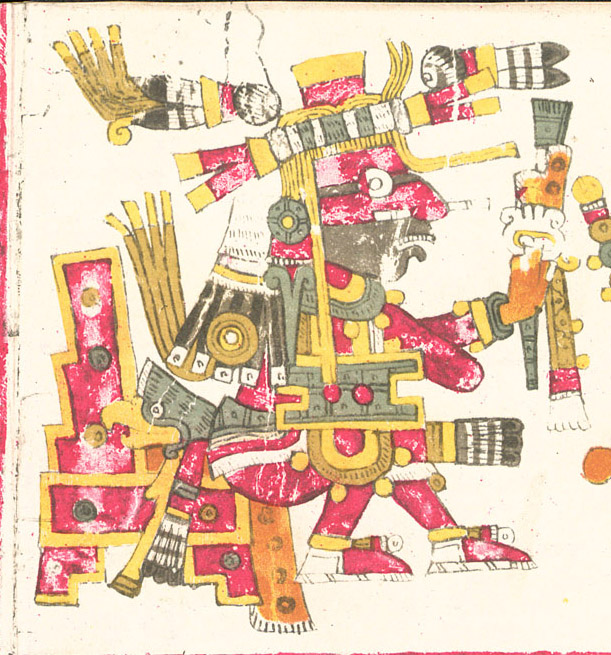
Xiuhtecuhtli en el Códice Borgia.

Xiuhtecuhtli (del náhuatl: Xiuhtecohtli ‘señor de la hierba’‘xiuitl, hierba; tecohtli, señor’)  en la mitología mexica, es la personificación  del fuego y el calor. Se le representaba con un rostro rojo o amarillo y con aspecto de un hombre anciano. Su símbolo era el alacrán, por el dolor ardiente que produce su picadura. Su contraparte femenina era la diosa Chantico.
En el final del xiuhmolpilli —período de 52 años del calendario— se temía que los dioses se apartasen de los humanos dejándolos librados a su suerte y, para evitarlo, se celebraban festines en honor a Xiuhtecuhtli y se realizaban sacrificios humanos en los que se inmolaba a un cautivo ataviado con el ropaje del dios tras haberle extraído su corazón.

## Características

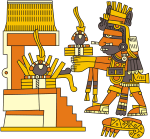
Xiuhtecuhtli

"Xiw" significa verdor y por extensión lo relacionado con la hierba, el pasto, "xiwtlaltik" significa verdor "xiwiswatl" lo relacionado con la yerba, "xiwtlah" lugar lleno de hierba, "xiwitl" significa atado de hierba o varas verdes, por extensión se llama así a la cuenta de los años y los días; Xiwtekohtli o Xiuhtecuhtli es el señor del año, y su contraparte Chantico son personificaciones de los dioses padres de los dioses y de la humanidad, los Huehuetéotl, los dioses viejos, mismos que fueron los Ometéotl; literalmente, Ometecuhtli y Omecíhuatl literalmente los "Dios dos".

Su primera fiesta se celebraba a principios del mes de Xocohuetzi, la segunda a final del mes Izcalli, último del año, Xiuhtlaltla significa tener hambre. La palabra se relaciona con tlalti, sufijo para cosas relacionadas con la tierra: "tlatletontli", montón de tierra, "tlatelolco" montón de arena. La ceremonia del fuego nuevo en lo que respecta al sacrificio se verificaba encendiendo fuego sobre el pecho del sacrificado esto según los cronistas españoles.

Xiuhtecuhtli en el Códice Fejérváry-Mayer.

"Xiwitl" o atado de hierbas significa año, la Xihuitlamolpia es la cuenta de 52 años de los días solares por lo tanto es la cuenta de los días de fuego. El señor del año es xiuhtecuhtli, inventor y poseedor de la cuenta de los años o "Xiutlalpilli" o atado de hierbas o cuenta de los años, y el Xiuhtlapoalamatl de xiu; hierba poalli; cuenta y amatl; papel o libro, era la cuenta de los años. Como otros dioses nahuas Xiuhtecuhtli y Xiuhtecíhuatl (Chantico) son herencia de culturas anteriores asimilados al panteón nahua originalmente era el dios del fuego, el abuelo de los hombres, el dueño del tiempo, y se le representa como un anciano que carga un brasero. Por último, los Ometeotl son también los Tonacatéotl, es decir, los dioses creadores de nuestra carne, se representan en Tonacatecuhtli el dios y la diosa de nuestra carne, Tonacacíhuatl.
En cuanto a "Chalchi", falda o vestido de piedras preciosas, es decir Chalchiuhtlicue es la señora de las aguas quietas por extensión esposa o contraparte de Tláloc, señor de la lluvia o de las aguas móviles nombre antiguo no nahua que algunos autores traducen como "sobre la tierra". Los Ometéotl por último habitan en el Omeyocan, el lugar del dos o lo doble, y desde ahí crean el Anáhuac o el lugar rodeado de agua que ahora se conoce como América. En otras culturas mesoamericanas Yahui es el nombre de la Serpiente de fuego en la cultura mixteca. Aparece representado en varios códices mixtecos, como el Nuttall; En la mitología mexica, Xiuhtecuhtli también es llamado Huehuetéotl (este último nombre de significado dios viejo), dios del fuego y el calor que generalmente se le representaba con un rostro rojo o amarillo y con aspecto de un hombre anciano.